# Gaston de Chaumont
Pour les articles homonymes, voir Chaumont.
Gaston de Chaumont (Gasce II de Chaumont) est connétable de France sous Philippe Ier (vers 1107), seigneur de Fresne et de Poissy (du fait de sa femme).

## Biographie
Il est le fils de Robert de Chaumont surnommé « l'éloquent » (et de la fille de Nicolas de Quitry et Lebécourt ? à moins que cette dernière ne soit la belle-sœur de Gaston et non sa mère ; dans ce cas, la mère de Gaston pourrait être une Poissy ?). De son mariage avec Jacqueline (ou Sanceline, ou Cécile) de Poissy, Maisons-sur-Seine et Septeuil, il eut au moins 5 enfants. 
- Robert de Fresne, qui épousa une certaine Dame Pétronille;
- Gaston/Gasce III de Poissy, qui fut enterré dans l'abbaye d'Abecourt ; sa femme est Jacqueline de Fresne, d'où la suite des sires de Poissy, Fresne, Maisons ;
- Amaury de Poissy, qui épousa une Dame Ève;
- Gervais de Poissy;
- Peronnelle ou Pétronille de Poissy.

En tant que connétable, il souscrivit une charte, de Philippe Ier, qui remplace les religieuses de Saint Eloi de Paris, par 12 religieuses de Saint-Maur-des-Fossés, afin qu'elles y vivent selon la règle de Saint Benoît. Il accorde également un droit de franchise et d'exemption de péage, sur sa terre de Mantes, en faveur de l'abbaye du Bec (accord confirmé par ses enfants). Enfin, il fonde l'abbaye d'Abecourt, qui servit de nécropole familiale.